# フジツボ
フジツボ（藤壺、富士壺）は、富士山状の石灰質の殻をもつ固着動物である。大きさは数ミリメートルから数センチメートル。甲殻類、フジツボ亜目に分類される。
19世紀初めまで、フジツボは、貝などと同じ軟体動物であると考えられていた。しかし、エビ、カニなどの甲殻類と同じく自由遊泳性のノープリウス幼生として孵化することが1829年、J.V.トンプソンにより明らかにされ、甲殻類に分類されるようになり、19世紀半ばには、チャールズ・ダーウィンがフジツボの系統的な研究を行い、フジツボの分類学的な基礎を築いた。

## 生態
フジツボは固着生活に適応しているため、体の構造が他の甲殻類とは大きく異なる。エビ、カニなどが歩行に用いる脚（歩脚）に相当する部分は、蔓状の蔓脚（まんきゃく）となり、海水中のプランクトンを濾過して食べるために用いている。体を覆っている殻とそれを閉鎖する蓋はエビやカニの背甲に相当する。頭胸部背面の外骨格に由来する外套から分泌され、軟体動物門の貝類の殻のように生涯成長を続けるが、殻の内部の蔓脚や外套は成長に応じて脱皮し、殻の内部から外に廃棄される。この脱皮殻は、沿岸部ではプランクトンネットなどで高確率で採集され、また海岸に打ち上げられているのをよく見かける。
幼生が着底するときに既に他個体が固着している近傍を選択する性質を持ち、群生して生活している。これは動きまわって繁殖相手を見つけることができないためと考えられる。また雌雄同体であるため、固着生活でも効率的な生殖が可能である。雌雄同体ではあるが、自家受精することはほとんどないと考えられ、通常は隣接する個体と交尾する。隣、あるいは数個体分の距離にまで離れた個体まで届く鞭状の長い雄性生殖器を持っており、これを届く範囲の近傍の個体に挿入することで、交尾を行う。
受精卵は殻のなかに保たれ、孵化するとノープリウス幼生として外に出てくる。ノープリウス幼生は自由に遊泳し、海水中の植物プランクトンなどを捕食する。1ヶ月程度で、二枚貝や甲殻類の貝虫類（ウミホタル類）によく似たキプリス幼生に変態する。キプリス幼生は代謝のレベルが低く、餌を食べない。このことから、チャールズ・ダーウィンはキプリス幼生のことを「動く蛹」と呼んでいた。キプリス幼生は海底を動きまわり、固着生活に適した場所を探す。適当な場所は固着生活に適した場所に固有の微生物相によって判別され、さらに、特に既に成体が固着生活を営んでいる場所が見つかると、その近傍で頭部の触角にあるセメント腺から固着物質を分泌して接着、さらに脱皮して変態し、背甲由来の外套から石灰質の殻と蓋を分泌し、固着生活に移行する。

## 生育環境
世界中の海洋の潮間帯から深海にかけて生息している。淡水に生息する種は存在しない。岩や船底、他の動植物などに固着し、全く移動しない。潮間帯の岩の上ではしばしば優占し、またはっきりした帯状分布を示すことが多い。イシサンゴ類やクジラの皮膚に固着するフジツボの場合、しばしば宿主の体組織に食い込み、埋没して殻の口の部分だけを外に覗かせている。

## 人間生活との関係

### 水産

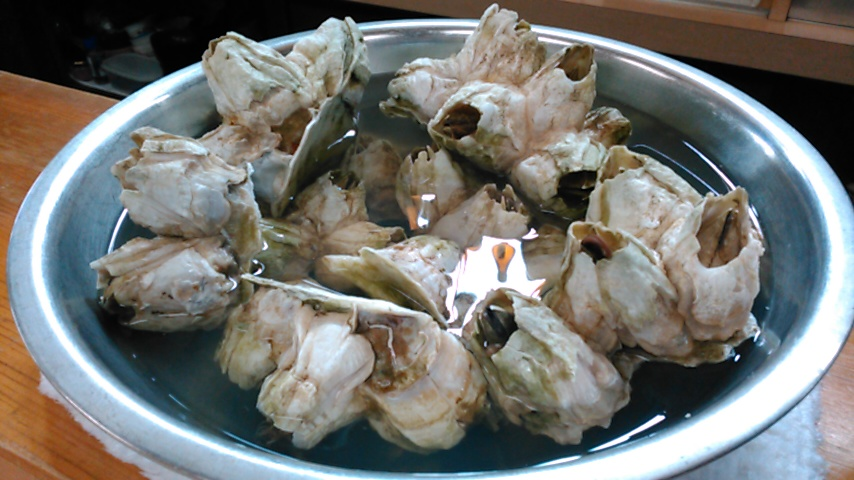
青森県東津軽郡平内町産のフジツボ料理（水煮）

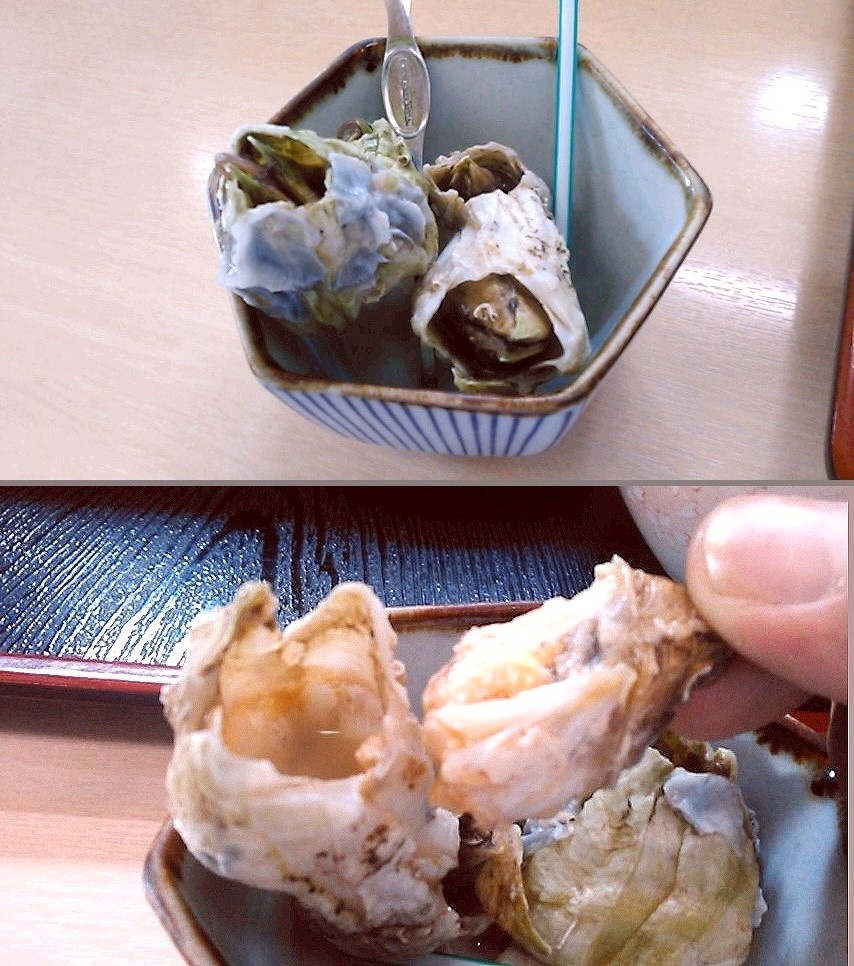
小鉢に盛られたフジツボと、中身を引き抜いた状態。小鉢にはカニ用のスプーンと中身の汁を吸うストロー付

二枚貝養殖の面では、フジツボは殻や基盤の表面に付着して潮通しを悪くし、成長を鈍らせてひどい場合は斃死させてしまう。これによる被害が各地の養殖場で報告されている。
東北地方では、大型種のミネフジツボをツボガキと呼び、食用とする。従来は養殖のホタテに付着する邪魔者という位置づけであったが、近年では数センチメートルの大きさに成長したミネフジツボが青森県から出荷され、高級食材として市場に流通している。流通するミネフジツボはホタテ養殖の副産物、もしくはそれらを更に養殖したものである。出荷できる大きさに育つまで数年を要することや、群生した個体を処理する手間を要することなどから、1キログラムあたり数千円程度の価格で取引されている。チリやカナダ、フランスでも大型のフジツボが食用にされている。
二枚貝と同様に濾過摂食をするため、砂や泥を吐かせてから調理する。殻ごと塩茹でにするか蒸して殻の中の少量の身を味わう。カニと玉子の中間のような味といわれる。小型のものは出汁として味噌汁などに使われる。

### 船舶への被害
フジツボが船底に付着すると、水流の抵抗の増加、船舶重量が増加、エンジンの冷却水路の効率低下など、さまざまな悪影響を及ぼす。この結果、船のスピードが鈍り燃費が悪くなってしまい、船舶を用いた経済活動に負担がかかる。アメリカ海軍でも定期的にフジツボ除去をしており、燃費ロスも含めると年間10億ドル規模の経済損失があるとされる。
これを防ぐため、船舶の喫水線など外板に、防汚塗料として亜酸化銅を塗布することが多い。以前は防汚機能をもたせるため毒性が強い有機スズ化合物が使われ、深刻な環境汚染を引き起こしたことがある。

### その他
蒸気タービン式発電所（原子力発電所や火力発電所など）の冷却水取水口にフジツボなどの海洋生物が大量に付着し、水路が目詰まりすることで冷却効率を下げてしまうことがある。
対策として、かつては排水に塩素を添加していたが、現在では環境への影響を考慮して、防汚塗料や、冷却水である海水に電流を流して電気分解し次亜塩素酸ナトリウム（カルキ）を発生させる方法で防除している。
フジツボは体内に亜鉛などの重金属を蓄積する性質がある。このため、フジツボは海洋汚染の調査に用いられている。
フジツボが分泌する、水中で岩石に対して強固に接着する成分を模倣することで、水中用接着剤の開発に成功した例がある。

## 分類
フジツボ亜目はエビやカニと同じ節足動物門甲殻亜門に分類される。フジツボ亜目を含む完胸上目には29科が属している。
- 完胸上目 Thoracida
  - 無柄目 Sessilia
    - フジツボ亜目 Balanina

主な下位分類としては以下のごとし。
- フジツボ科 Balanidae
  - タテジマフジツボ属 Amphibalanus
  - フジツボ属 Balanus
  - オオアカフジツボ属 Megabalanus
- カメフジツボ科 Chelonibiidae
  - カメフジツボ属 Chelonibia
- アカツキフジツボ科 Chionelasmatidae
- イワフジツボ科 Chthamalidae
  - イワフジツボ属 Chthamalus
- オニフジツボ科 Coronulidae
  - オニフジツボ属 Coronula
- サラフジツボ科 Platylepadidae
- サンゴフジツボ科 Pyrgomatidae
- クロフジツボ科 Tetraclitidae
  - クロフジツボ属 Tetraclita
  - ヒラフジツボ属 Tetraclitella
- ムカシフジツボ科 Archaeobalanidae